# BA-21
BA-21軽装甲車はソビエト連邦の装甲車である。

## 概要
本車はBA-20の発展形である。
BA-20は速度の面では申し分ない能力を持っていたが、武装がDT機銃一つであまりにも貧弱であった為、これを二つにした。
しかし申し訳程度の武装強化以外は装甲の強化などの目立った強化が特に行われないばかりか、速度や行動距離の減少、重量増加など劣化の面さえ見られた。
試作車両は完成したが、それ以降特に触れられることもなくお蔵入りとなった。この試作車両はクビンカ戦車博物館に現存している。

## 参考
- 現存するBA-21